# Stefano Ciucci
Stefano Ciucci (Camaiore, 16 maggio 1965) è un allenatore di calcio ed ex calciatore italiano, di ruolo portiere.

## Carriera

### Giocatore
Ha giocato 6 partite in serie A con il Lecce (debutto in massima serie il 9 marzo 1986 in Udinese-Lecce 2-1) e poi in B con Messina, Reggiana e Pisa per un totale di 93 presenze nel campionato cadetto.

### Allenatore
Dal 2007 al 2013 è allenatore del Camaiore (in Eccellenza e Serie D). Nel maggio 2014 viene assunto come allenatore dei portieri nello staff di Stefano Bettinelli al Varese, società di Serie B.
Nel 2017 è diventato allenatore dei portieri del Lido di Camaiore Calcio.
Ad oggi allenatore presso il Fortis Camaiore di Camaiore

## Palmarès

### Giocatore

#### Competizioni nazionali
- Campionato Nazionale Dilettanti: 1

Rondinella: 1998-1999
- Serie D: 1

Aglianese: 2001-2002